# Alberto Dougnac
Alberto Dougnac Labatut (1958) es un médico cirujano, empresario y político chileno de ascendencia francesa, que desde el 3 de noviembre de 2020 hasta el 11 de marzo de 2022 se desempeñó como subsecretario de Redes Asistenciales, bajo el segundo gobierno del presidente Sebastián Piñera. Allí fue uno de los rostros del gobierno en la estrategia sanitaria por la Pandemia de COVID-19 en Chile.

## Biografía y estudios
Es médico Cirujano, Magíster en Medicina Interna de la Universidad Católica de Chile. Magíster en Ciencias en Medicina Intensiva y Reanimación de la Universidad Católica de Lovaina, Bélgica. 
Desde 1986 está dedicado a la carrera docente alcanzando el grado de profesor titular. Ha ocupado los más altos cargos dentro de su especialidad (presidente de la Sociedad Científica y Presidente Comisión Nacional de Certificación de la Especialidad).
Desde 1996 mantiene responsabilidades Clínico Administrativas en la subdirección y posteriormente, entre 2001 y 2008, Dirección del Hospital Clínico de la Universidad Católica, correspondiéndole la reestructuración y expansión de dicho centro asistencial, así como el mejoramiento de su gestión. Participa activamente de diversos organismos Nacionales e internacionales en materias de educación y gestión.
Fue presidente de la Sociedad Chilena de Medicina Intensiva y de la Comisión Nacional de Certificación de la Especialidad.
Se desempeñó como Decano de la Facultad de Medicina de la Universidad Finis Terrae y Director de Empresas.
El 3 de noviembre de 2020 fue designado por el presidente Sebastián Piñera como Subsecretario de Redes Asistenciales de Chile, en reemplazo del anterior titular Arturo Zúñiga, que renunció para postular como Convencional Constituyente.
Tras el término de la administración de Piñera el 11 de marzo de 2022, Dougnac fue cesado en el cargo y asumió el nuevo subsecretario Fernando Araos. El 4 de abril de 2022, se informó asumió nuevamente el decanato de la Facultad de Medicina en la Universidad Finis Terrae, que había asumido Cristian Nazer de forma interina mientras fue subsecretario.

## Controversias
Ha sido acusado de machismo y de haber tenido un trato despectivo hacia dos enfermeras cuando trabajó como decano de la Facultad de Medicina en la Universidad Finis Terrae. 
El 10 de noviembre de 2020, el Colegio de Enfermeras de Chile manifestó, a través de un comunicado, que rechazan todo acto de "discriminación, acoso laboral y sexual, o comentarios machistas y misóginos, que busquen denigrar a las mujeres que conforman el personal de salud". Por lo cual solicitaron la remoción de su cargo del subsecretario, el cual tiene dos demandas laborales por "Vulneración de Garantías Fundamentales". En el texto de la denuncia, se establece que tanto Dougnac en su tiempo como decano de la Facultad de Medicina de la Universidad Finis Terrae, como el vicedecano, manifestaron que "las enfermeras no son inteligentes ni deben serlo, que basta que sean bonitas y que la Universidad es una exigencia innecesaria para ellas porque sólo requieren un instituto", entre otras declaraciones.
El 12 de noviembre de 2020, Dougnac se refirió a estas acusaciones, señalando: "Esto responde específicamente a una situación puntual que ocurrió en la universidad y que evidentemente tiene distintas interpretaciones", afirmó. Junto con eso, Dougnac recalcó que durante su vida profesional trabajó "codo a codo con el equipo de enfermería a las cuales les tengo un enorme aprecio y gran respeto por la labor profesional que realizan así como a todo el equipo de apoyo que labora en la red asistencial. Difícilmente yo haya podido manifestar algún tipo de discriminación de cualquier naturaleza porque no está en mi esencia hacerlo". "Probablemente más de alguna vez he cometido errores y en esas ocasiones he pedido disculpas y no tengo ningún problema en hacerlo. Lamento profundamente que se haya generado esta situación y que haya afectado a tantas personas, pero lo que sí debo decir es que no hay, desde mi perspectiva, ni ha habido ni habrá, ningún tipo de discriminación por sexo, religión, política, origen social o lo que fuere", sentenció.